# Serra de Sant Miquel
Serra de Sant Miquel är en kulle i Spanien.   Den ligger i provinsen Província de Lleida och regionen Katalonien, i den nordöstra delen av landet, 400 km öster om huvudstaden Madrid. Toppen på Serra de Sant Miquel är 853 meter över havet.
Terrängen runt Serra de Sant Miquel är huvudsakligen kuperad. Runt Serra de Sant Miquel är det mycket glesbefolkat, med 6 invånare per kvadratkilometer. Närmaste större samhälle är Balaguer, 17,5 km sydost om Serra de Sant Miquel. 